# Periklis Pierakos-Mawromichalis
Periklis Pierakos-Mawromichalis (gr. Περικλής Πιερράκος-Μαυρομιχάλης, ur. w 1863, zm. w 1938) – grecki generał i polityk, także szermierz.
W 1896 podczas igrzysk olimpijskich w Atenach w 1896 wystąpił w turnieju florecistów. W grupie eliminacyjnej zajął drugie miejsce, przegrywając z Henrim Callotem i pokonując Henriego de Laborde i Joanisa Pulosa. Ostatecznie zajął trzecie miejsce, ponieważ Atanasios Wuros, który zajął drugie miejsce w drugiej grupie eliminacyjnej, mimo lepszego końcowego bilansu ostatnią walkę wygrał walkowerem.
Był zawodowym wojskowym. Po ukończeniu szkoły wojskowej otrzymał przydział oficera kawalerii. Brał udział w wojnie grecko-tureckiej (podporucznik), wojnach bałkańskich, I wojnie światowej (podpułkownik) oraz wojna grecko-tureckiej (generał). Podczas Rewolucji 11 września 1922 opowiedział się po stronie Nikolaosa Plastirasa i Stilianosa Gonatasa. Następnie został ministrem spraw wewnętrznych w rządzie Gonatasa, a później ministrem obrony.